# Shimon ben Hillel
Shimon ben Hillel (ebraico: שמעון בן הלל) (Israele, I secolo – ...) è stato un rabbino ebreo antico, rinomato saggio, figlio di Hillel il Vecchio (I secolo e.v.).
Quando suo padre morì, preso il suo posto come Nasi (Capo del Sinedrio). Si presuppone che Shimon non visse molto più a lungo dopo tale incarico e venne succeduto da suo figlio, Gamaliel I.
La relazione tra Gamaliel I e Shimon ben Gamliel I è dibattuta.
Alcuni scrittori cristiani lo identificano con il Simeone che benedisse l'infante Gesù, sebbene il testo di Luca suggerisca che il Simeon ivi citato sia un sacerdote officiante.